# Fiano di Avellino

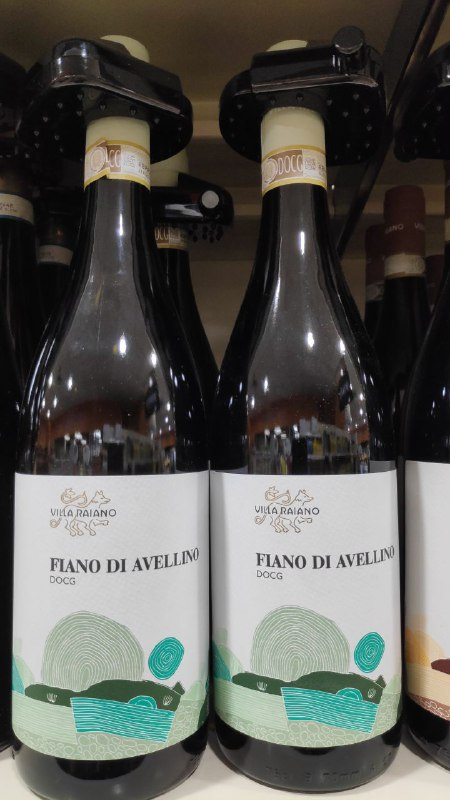
Botellas de Fiano di Avellino.

El Fiano di Avellino es un vino blanco seco italiano procedente de Campania, tierra de antigua tradición vitícola, elaborado principalmente con uva Fiano. 

## Denominación de origen
El Fiano di Avellino fue declarado como vino DOC (Denominazione di origine controllata) en 1978. Está dotado de la indicación DOCG (Denominazione di origine controllata e garantita) desde julio de 2003. Los viñedos autorizados se sitúan en la provincia de Avellino, en las comunas de Avellino, Lapio, Atripalda, Cesinali, Aiello del Sabato, Santo Stefano del Sole, Sorbo Serpico, Salza Irpina, Parolise, San Potito Ultra, Candida, Manocalzati, Pratola Serra, Montefredane, Grottolella, Capriglia Irpina, Sant'Angelo a Scala, Summonte, Mercogliano, Forino, Contrada, Monteforte Irpino, Ospedaletto d'Alpinolo, Montefalcione, Santa Lucia di Serino, San Michele di Serino y Taurasi.
A nivel internacional, cuenta con registro como denominación de origen, conforme al Sistema de Lisboa, ante la Organización Mundial de la Propiedad Intelectual, desde el 26 de septiembre de 2017.
El Fiano di Avellino es uno de los mejores vinos blancos de la región. El vino procedente del corazón de la zona de producción puede indicar la designación Apianium.
El Fiano de Avelino debe ser elaborado con un mínimo del 85% de uva Fiano. Pueden utilizarse también uvas Greco, Coda di Volpe blanco o Trebbiano Toscano hasta en un 15%.

## Características organolépticas
- Color: amarillo pajizo más o menos intenso.
- Aroma: intenso y afrutado.
- Sabor: fresco.